# Transamérica Pop
Transamérica Pop foi uma rede de rádios brasileira com sede no município de São Paulo, capital do estado homônimo. Vertente da Rede Transamérica, rede de emissoras controladas pelo Conglomerado Alfa, foi lançada no ano 2000 e era dirigida ao público jovem, com programação musical baseada nos ritmos pop, rock, hip hop e dance music.

## História
A Rede Transamérica trabalha com o segmento jovem desde 1985, quando começa a adotar programação que viria a ser sua marca registrada, com foco no humor escrachado e no estilo debochado dos radialistas. Em janeiro de 1990, a rede passa a ser transmitida via satélite, se tornando um grande sucesso e ganhando diversas afiliadas nesta fase. Ao final da década, entra em declínio por conta do avanço do segmento popular no dial FM e começa a investir em estratégias de crescimento, passando a adotar em 1999 a divisão das emissoras em vertentes. A Transamérica Light foi a primeira, lançada em março. No ano 2000, a tradicional Rede Transamérica se transforma na vertente Transamérica Pop e, mais tarde, é lançada a Transamérica Hits (de segmentação popular). A vertente Pop também se tornou responsável pela Transamérica Esportes, que produz conteúdo esportivo e transmite partidas de futebol para as filiais, afiliadas e emissoras parceiras. Apesar de trabalhar com a música pop e derivados, filiais da rede em Brasília e Salvador investiam mais em ritmos familiarizados no âmbito local, como o rock e o axé.
Com a divisão, a Transamérica Pop continuou sendo a principal rede de suas filiais. No entanto, começou a perder afiliadas para a Transamérica Hits (incluindo a filial de Belo Horizonte em 2002), também impulsionado pelo auge do segmento popular. A rede Pop foi perdendo espaço e o posto de vertente com maior número de afiliadas da Transamérica, ficando por muito tempo estagnada em crescimento.
Em junho de 2019, a Rede Transamérica começa a implantar mudanças na programação da portadora Pop, transformando a programação musical e locução num estilo próximo ao adulto-contemporâneo. Em 3 de julho, a rede passou a unificar as portadoras Pop e Hits durante o horário da madrugada (entre 23h e 4h da manhã) com programação musical pop/rock, extinguindo o tradicional Clube da Insônia.
Confirmando um lançamento de uma nova fase em sua programação, a Transamérica dispensou no dia 12 de julho os locutores Gislaine Martins (Gerente Artística) e Ricardo Sam (Coordenador Artístico), que trabalhavam na emissora desde 1997 e que eram bastante populares no comando do programa 2 em 1, que estava no ar desde 2005. Posteriormente, anunciou Luiz Augusto Alper como coordenador artístico da nova programação. Em 16 de julho, a Transamérica confirma mais mudanças na programação, anunciando a contratação de Pedro Trucão e o fim de programas como Desperta e Esporte de Primeira, além do novo formato definido como "jovem adulto contemporâneo", que segundo a rede tem crescido nos últimos anos.
No dia 22 de julho, a Transamérica confirmou o início da unificação das portadoras Hits e Pop de forma gradativa, retornando a forma de trabalho realizada antes da divisão em portadoras. Também foi confirmada que a nova programação musical será composta de sucessos do rock e pop (nacionais e internacionais), com objetivo atingir e atrair o público que está na faixa entre 25 e 49 anos. O comunicado cita que a unificação e adaptação das emissoras não será de forma abrupta, respeitando "os compromissos comerciais e artísticos assumidos individualmente, por parte das emissoras afiliadas" e que as afiliadas terão prazo máximo de 150 dias, contando a partir de 1.º de agosto. No mesmo dia em que o comunicado foi emitido, a rede também acabou com os programas Transalouca, Conectados e Sarcófago.
Em 5 de agosto, iniciou-se oficialmente os trabalhos da nova Rede Transamérica. A partir deste dia, todas as emissoras que trabalhavam como Transamérica Pop iniciaram fase de transição para o projeto, deixando de usar a nomenclatura em definitivo.